# Hermann Wolff (Konzertagent)
Hermann Wolff (* 4. September 1845 in Köln; † 3. Februar 1902 in Berlin) war ein deutscher Konzertveranstalter und Journalist. Er ist der Vater des Dirigenten Werner Wolff.

## Leben und Wirken
Wolffs Vater war Kaufmann in Köln, der 1855 mit seiner Familie nach Berlin übersiedelte. Seine Schwester Bertha (1855–1940) heiratete den Bildhauer Ernst Westphal. 
Hermann Wolff heiratete 1875 in Berlin die österreichische Schauspielerin Luise Schwarz (1855–1935). 1880 eröffnete er ein „Konzertbureau“, das dann sowohl die Abonnementkonzerte des am 1. Mai 1882 gegründeten Philharmonischen Orchesters (Berliner Philharmoniker) als auch von 1885 bis 1889 die der Dresdner Gewerbehauskapelle (Dresdner Philharmonie) veranstaltete und dem Orchester bzw. den Orchestern namhafte Dirigenten und Solisten vermittelte, wodurch sie rasch populär wurden.
Wolff galt bald als bedeutendster Konzertveranstalter in Deutschland. Zu seinem Freundeskreis gehörten zahlreiche berühmte Musiker, darunter Johannes Brahms, Hans von Bülow, Joseph Joachim, Arthur Nikisch, Clara Schumann und Peter Tschaikowsky.
Nach seinem Tod mit 56 Jahren im Jahre 1902 wurde die Konzertagentur von seiner Witwe weitergeführt. Seine Tochter Edith Stargardt-Wolff war mit Otto Stargardt verheiratet.

## Ehrungen
2005 wurde der 180 Plätze fassende Chorsaal der Berliner Philharmonie in Hermann-Wolff-Saal umbenannt. Er wird seitdem für Kammerkonzerte und Einführungsveranstaltungen vor Konzerten im großen Saal der Philharmonie genutzt.